# 坂本昇
坂本 昇（さかもと のぼる、1947年 - ）は、岡山県の郷土史家。

## 概略
1971年京都産業大学経済学部卒業、1996年山陽新聞社文化家庭部長、2002年同論説委員、2003年同社会事業団常務理事、2007年同編集局次長、同年退職。

## 著書

### 共編著
- 山陽新聞社編『歴史とロマンの旅 古代吉備国』山陽新聞社、1989
- 『次田大三郎日記』太田健一、岡崎克樹、難波俊成と共編、山陽新聞社、1991
- 太田健一監修『図説 倉敷・総社の歴史』郷土出版社、2009
- 太田健一監修『図説 岡山・備前・玉野の歴史』郷土出版社、2010
- 太田健一監修『岡山市今昔写真集』樹林舎、2012
- 太田健一・有元經治監修『津山・美作今昔写真集』樹林舎、2013
- 太田健一監修『倉敷・総社今昔写真集』樹林舎、2014
- 太田健一監修『井原・笠岡・浅口今昔写真集』、樹林舎、2014